# Boppeus peyrierasi
Boppeus peyrierasi är en skalbaggsart som beskrevs av Antonio Vives 2004. Boppeus peyrierasi ingår i släktet Boppeus och familjen långhorningar.
Artens utbredningsområde är Madagaskar. Inga underarter finns listade.